# Terellia vicina
Terellia vicina är en tvåvingeart som först beskrevs av Chen 1938.  Terellia vicina ingår i släktet Terellia och familjen borrflugor. Inga underarter finns listade i Catalogue of Life.